# Jean-Émile Resplandy
Jean-Émile Resplandy (Perpignano, 26 novembre 1866 – 1928) è stato un architetto francese.
Introdusse lo stile modernista in Tunisia, grazie ai suoi progetti come il Teatro Comunale di Tunisi, che può essere considerato il più rappresentativo esempio architettonico del periodo nel continente.

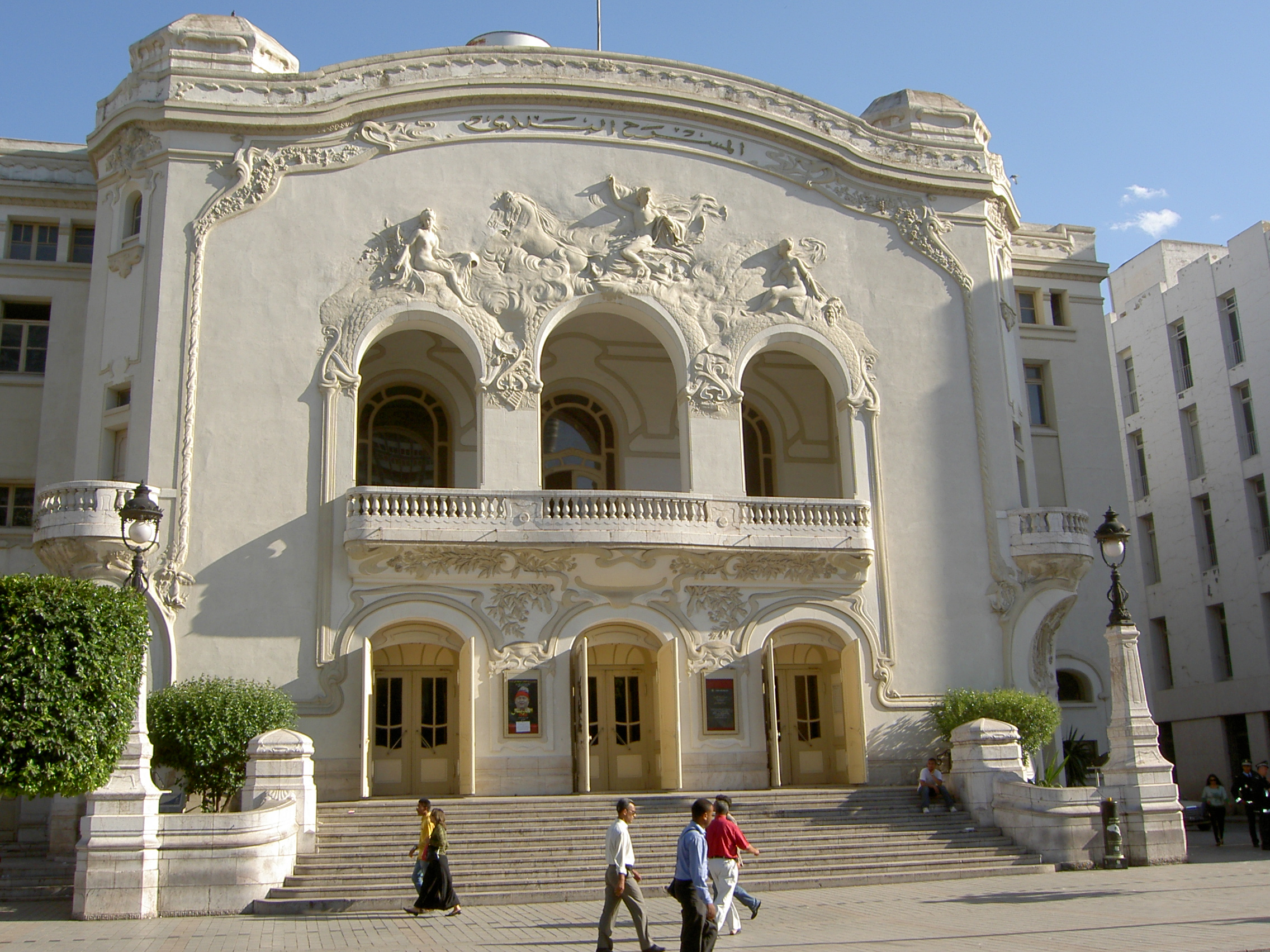
Il Teatro Comunale di Tunisi

## Biografia
Resplandy si formò in architettura all'École des Beaux-Arts di Parigi.
Nell'ottobre del 1894 si trasferì in Tunisia e divenne l'architetto capo del dipartimento dei lavori pubblici, dove diresse fino al 1900. Alcune delle sue opere portate a termine nella capitale comprendono:
- il Municipio della Città Vecchia nel 1902;[1]
- il Palazzo di Giustizia nel 1902;[1]
- il Teatro Comunale nel 1902;[1]
- il Ministero dell'Istruzione del 1910.[1]